# Eduardo Tarragona
Eduardo Tarragona Corbella (Balaguer, 20 de abril de 1917 - Barcelona, 29 de marzo de 2007) fue un empresario, abogado y político español.

## Biografía
Era licenciado en Derecho. Durante la Guerra Civil Española luchó en el bando sublevado. Tras la guerra se dedicó al sector del mueble, fundando y dirigiendo las empresas Muebles Tarragona (1953) y Expomobi (1981). Fue procurador en Cortes en las Cortes franquistas mediante elección popular, por el tercio familiar el 10 de octubre de 1967, obteniendo casi el 50 % de los votos emitidos. En estas elecciones fue el único candidato que expresamente introdujo una referencia catalanista, al pedir para Cataluña el reconocimiento expreso de su personalidad histórica. Dimitió en 1969. 
Tras su dimisión realizó conferencias y reuniones en distintas ciudades en las que intentó aunar en torno a él a personas que, desde dentro del Régimen, eran críticas con él, desde una perspectiva más centrista.
Nuevamente volvió a ser elegido procurador por el mismo tercio entre 1971 y 1977, siendo el candidato más votado por delante del oficialista Juan Antonio Samaranch. En sus manifestaciones públicas dejó claro que sin cuestionar el marco legislativo y utilizando un símil con la situación política británica, aspiraba a ser “la oposición de Su Majestad”. Además fue de los pocos procuradores que hizo un ejercicio de transparencia, informando del dinero que había gastado en campaña, que subió a la importante cifra de 6.957.000 pesetas.
Fue concejal del ayuntamiento de Barcelona por el tercio familiar desde 1973 durante los mandatos de Enrique Masó y Joaquín Viola. En las elecciones generales de 1977 se presentó como independiente al Senado pero no resultó elegido. En las elecciones generales de 1982 se presentó segundo en las listas de Alianza Popular al Congreso de los Diputados por la circunscripción electoral de Barcelona y fue elegido diputado. En abril de 1986, al terminar la legislatura, abandonó la política. Fue colaborador del Círculo de Economía de Barcelona.

## Obras
- Temas económicos (1959)
- El dirigente, la empresa y la coyuntura (1960)
- Una hora decisiva (1960)
- Conferencias y artículos de un industrial catalán (1961)
- La clave del desarrollo: combatir el signo negativo de nuestra balanza comercial (1965)
- Lo económico y lo político: mensaje a la clase media (1966)
- El libro negro de un procurador familiar (1971)
- Las elecciones norteamericanas vistas por un procurador familiar: experiencias de un viaje durante las elecciones presidenciales de 1968 (1971)
- El libro rojo de los subnormales (1972)
- Una voz que se ha hecho oír: los votos tienen voz (1973)
- Las elecciones de 1936 en Cataluña (1977)
- 331 preguntas al gobierno (1984)